# 萊克維爾 (麻薩諸塞州)
萊克維爾（英語：Lakeville）是一個位於美國麻薩諸塞州普利茅斯縣的鎮。

## 人口
根據2020年美國人口普查的數據，萊克維爾的面積為93.60平方千米，當中陸地面積為76.60平方千米，而水域面積為17.00平方千米。當地共有人口11523人，而人口密度為每平方千米123人。